# Avenida Cruz Cabugá
A Avenida Cruz Cabugá é uma importante via  do Recife. A avenida transpassa o bairro de Santo Amaro, ligando o Recife a Olinda. Seu nome é uma homenagem a Antônio Gonçalves de Cruz Cabugá, considerado o primeiro diplomata brasileiro.
Nesta avenida estão localizados diversos pontos comerciais importantes, destacando-se concessionárias de veículos, pequenas indústrias, armazéns de grandes lojas.

## Edificações
- O Palácio do Rádio, primeira sede da pioneira Rádio Clube de Pernambuco, que também sediou a extinta TV Rádio Clube de Pernambuco;
- Sede do Serviço Social Contra o Mocambo;
- Sede SENAI;
- Cemitério dos Ingleses;
- Hospital Santo Amaro;
- Santa Casa de Misericórdia;
- Palácio dos Despachos, do Governo de Pernambuco;
- Hospital de Câncer de Pernambuco.